# Xã Rainbow, Quận Williams, Bắc Dakota
Xã Rainbow (tiếng Anh: Rainbow Township) là một xã thuộc quận Williams, tiểu bang Bắc Dakota, Hoa Kỳ. Năm 2010, dân số của xã này là 14 người.